# 김해 분기점
김해 분기점(金海分岐點, Gimhae Junction, 김해JC)은 경상남도 김해시 불암동에 설치된 남해고속도로와 중앙고속도로지선이 만나는 분기점이자 중앙고속도로지선의 기점이다. 2014년 12월 16일에 김해 분기점 ~ 대동 분기점 구간 연장 개통과 함께 개통되었다.

## 연혁
- 2014년 12월 16일 : 중앙고속도로지선 김해 분기점 ~ 대동 분기점 9.2km 구간 왕복 4차로 신설 연장 개통과 함께 영업 개시[2]

## 구조물 정보
- 위치 : 경상남도 김해시 불암동, 지내동, 안동

## 접속하는 노선

### 순천・부산방면
- 남해고속도로 (38-1번)

### 양산방면
- 중앙고속도로지선 (번호 없음)

## 구조
직결형 구조로 중앙고속도로지선에서 창원 방향을 향해 오는 선이 그대로 남해고속도로 순천 방향으로 합류하는 구조이다. 남해고속도로 부산 방향에서 중앙고속도로지선 양산 방향으로, 또는 그 반대 방향으로는 진출입이 불가능하다.